# Veratraldeído
Verataldeído é um derivado do benzaldeído com dois grupos metóxi. Por ser também o éter metílico da vanilina, também é conhecido como metilvanilina.